# Harmina
A harmina é um alcalóide harmano fluorescente pertencente à família de compostos da beta-carbolina. Ocorre num número de diferentes plantas, notadamente na harmala (Peganum harmala), do Oriente Médio, e no cipó-mariri (Banisteriopsis caapi), da América do Sul. A harmina é um inibidor reversível da monoamina oxidase (IMAO) e um estimulante do sistema nervoso central.
O subtipo β da monoamina oxidase (MAO-β), contudo, não é inibido.

## Usos
Como inibidor da MAO, a harmina inibe a clivagem de monoaminas por enzimas chamadas monoamina oxidases. Dentre as monoaminas estão os neurotransmissores serotonina, dopamina, o hormônio melatonina e drogas, inclusive muitos alucinógenos (psilocibina, dimetiltriptamina, mescalina, bufotenina etc.). Por reduzir o metabolismo de neurotransmissores, os IMAOs podem ajudar na manutenção dos níveis normais desses compostos, e muitos IMAOs são usados como antidepressivos. A harmina não tem sido objeto freqüente de pesquisa médica para o tratamento da depressão, em parte devido às restrições legais em muitos países, bem como a existência de muitos IMAOs sintéticos com menos efeitos colaterais.
Peganum harmala e Banisteriopsis caapi são usados tradicionalmente por seus efeitos psicoativos. B. caapi geralmente é usado com plantas que contêm DMT, e é tradicionalmente consumido como uma beberagem com ou sem plantas produtoras de DMT (ver ayahuasca). O DMT normalmente não tem efeito quando administrado por via oral, mas usuários relatam efeitos bastante diversos quando o DMT está presente em tais bebidas. Até hoje, a harmina e substâncias correlatas têm sido usadas em conjunto com muitas outras drogas. Muitos alucinógenos parecem ter sua potência aumentada quando usados desse modo.

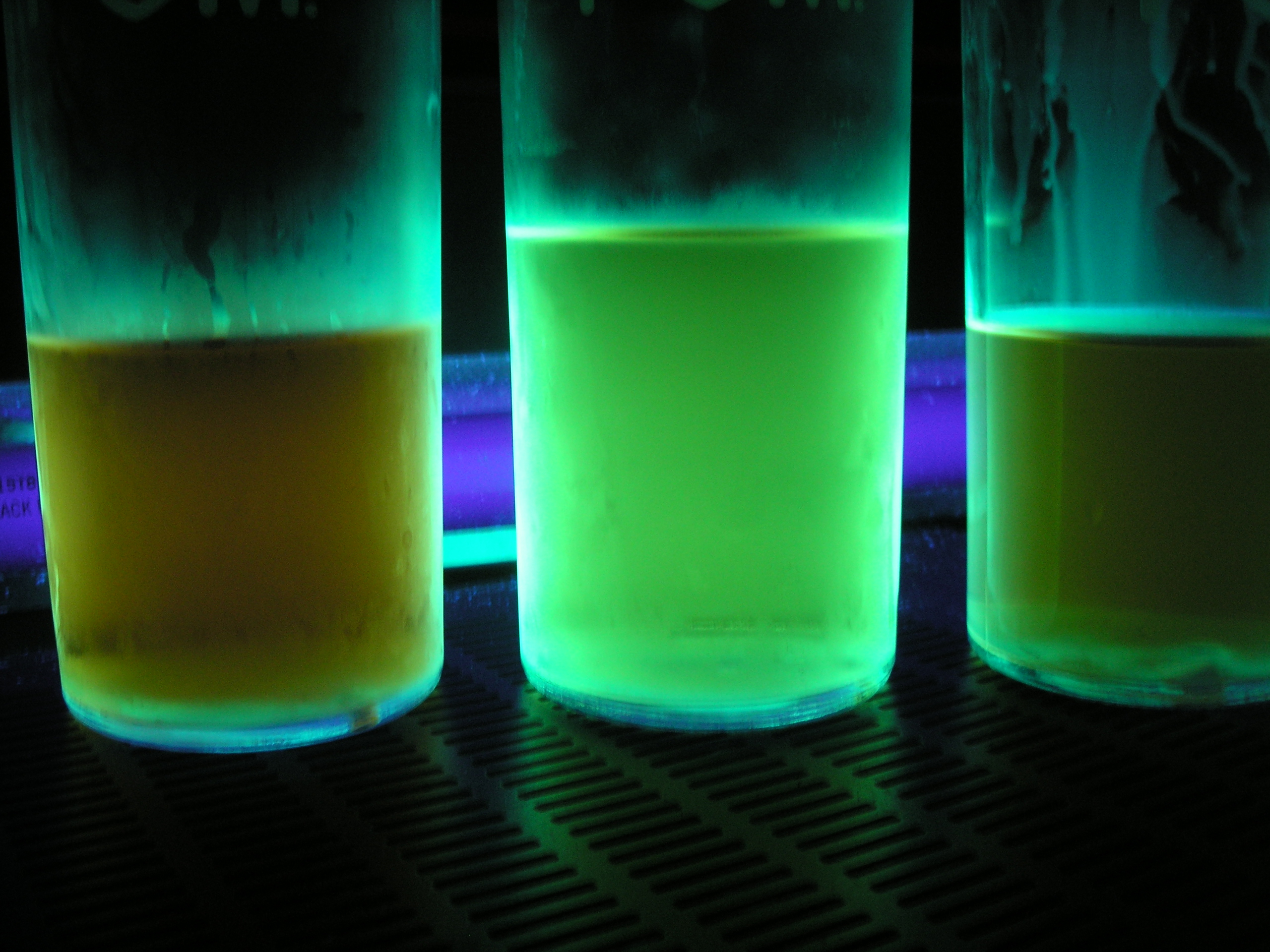
Fluorescência da harmina e da harmalina sob luz ultravioleta. As três extrações indicam que a do meio tem maior concentração dos dois compostos.

A harmina é um útil indicador fluorescente de pH. Quanto maior o pH, menor é a emissão de fluorescência da harmina.
Com o isótopo radioativo carbono-11, a harmina é usada em tomografias por emissão de pósitrons para examinar sua ligação à MAO-A.
À harmina encontrada em secreções das raízes de Oxalis tuberosa tem sido atribuídas propriedades inseticidas.

### Anticâncer
Segundo Jahaniani, a harmina apresentou citotoxicidade contra linhagens de células HL60 e K562. Isso explicaria o efeito citotóxico da P. harmala nessas células.

## Efeitos adversos
A harmina é um inibidor reversível da MAO-α, o que significa que ela não induz à "síndrome do queijo", causada pela ingestão de alimentos contendo tiramina com alguns medicamentos IMAO, já que a tiramina é metabolizada principalmente pela MAO-β.. A harmina e plantas contendo quantidades significaticas de harmina e outros harmanos, geralmente não são consideradas como tratamentos seguros para depressão pela comunidade médica; contudo, este é um preconceito histórico elaborado formado por décadas de experiência com fármacos IMAO não-específicos que bloqueiam tanto a MAO-α quanto a MAO-β, que não são mais usados por essa mesma razão.